# 라티나 계곡

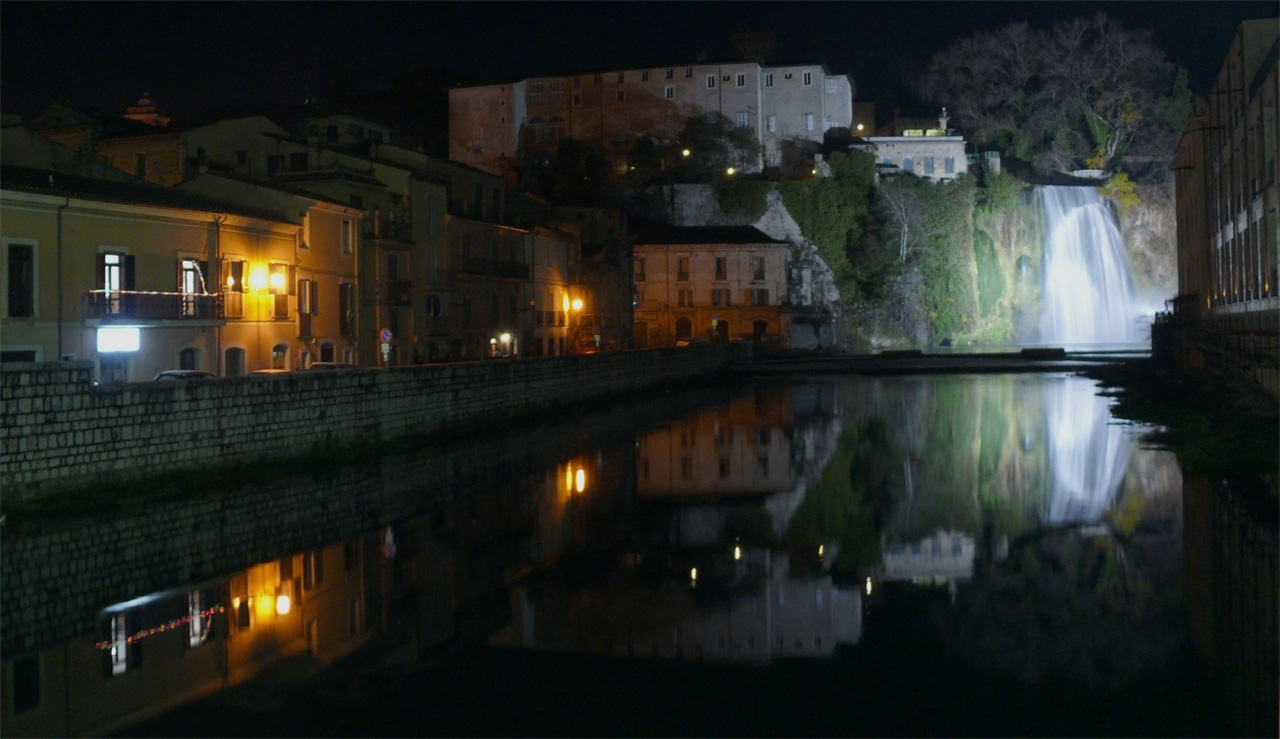

라티나 계곡은 알바니 구릉에서 카시노까지 로마의 남동쪽으로 뻗어있는 이탈리아의 역사 지리적 중심지이다. 사코 강과 리리 강이 계곡을 가로지른다. 계곡에 위치한 주요 도시로는 프로시노네와 카시노가 있다. 고대시대에 라틴족과 오스코-움브리아 인(오스크-움브리아어군)이 거주했으며 로마 정복 후에는 다양한 라틴 식민지가 건설되었다. 중세시대에는 교황령과 남부의 여러 국가로 분열되었다. 1870년 이탈리아 왕국은 로마를 합병했고 1927년 라티나 계곡 영토의 상당부분을 차지하는 프로시노네 현을 세웠다.

## 같이 보기
- 라티움
- 라틴족